# Padrão
Padrão - kamienne słupy z herbem Portugalii i krzyżem na szczycie. Stawiane przez portugalskich podróżników w epoce wielkich odkryć geograficznych. Były stawiane w celu zaznaczania pierwszeństwa w roszczeniu do ziem nowo odkrytych. Na filarze lub podstawie w języku łacińskim i portugalskim podawano rok, nazwisko żeglarza i imię króla panującego w Portugalii.

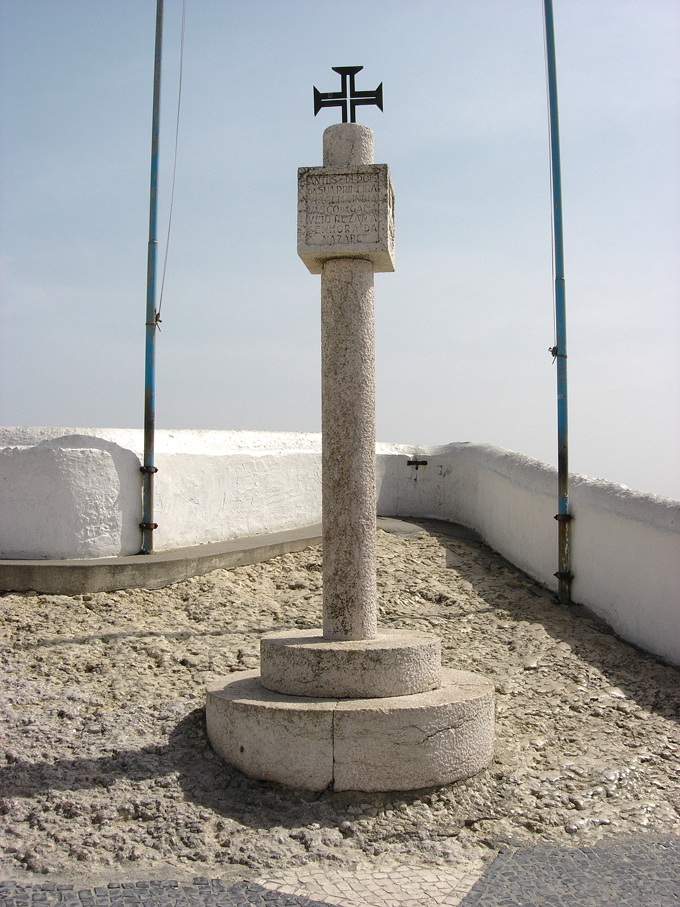
Padrão Vasco da Gamy postawiony przez niego w czasie jego powrotu z podróży do Indii